# Адольфо Бальївіан
Адольфо Бальївіан Колл (ісп. Adolfo Ballivián; нар. 15 листопада 1831, Ла-Пас, Болівія — пом. 14 лютого 1874, Кочабамба, Болівія) — болівійський політичний діяч, конституційний президент країни у 1873—1874 роках.

## Біографія
Народився в Ла-Пасі, у родині колишнього президента, героя війни Хосе Бальївіана. Багато подорожував, був чудовим оратором, композитором, письменником і конгресменом. У віці 16 років вступив до лав збройних сил, брав участь у битвах під командуванням свого батька. З усім тим, був змушений залишити країну та проживав за її межами з 1847 року, коли його батька було усунуто від влади й заслано спочатку до Чилі, а потім до Ріо-де-Жанейро, Бразилія. Після несподіваної смерті батька 1855 року Бальївіан повернувся на батьківщину. Спочатку він вирішив повернутись до лав армії й дослужився до звання підполковника. Розчарувавшись у військовій кар'єрі, він натомість став членом Конгресу. Там він одразу відзначився як блискучий оратор, захисник конституціоналізму й верховенства права. Він також працював журналістом.
Адольфо Бальївіан знову вирішив залишити країну після того, як 1872 року президент Агустін Моралес через засоби масової інформації поширив повідомлення щодо надання собі повноважень «довічного диктатора». Бальївіан перебував у Європі, коли Конгрес висунув його кандидатуру від конституціоналістських сил на виборах 1873 року. На його здивування, його було обрано на пост президента переважною більшістю голосів виборців, можливо тому, що ці вибори вважаються першими настільки чистими виборами в історії Болівії. Повернувшись на батьківщину, він склав присягу та прийняв справи у свого попередника, Томаса Фріаса Аметлєра, 9 травня 1873 року. На той момент Бальївіан став наймолодшим президентом країни, який замінив на цьому посту найстаршого (Фріаса).
Молодий політик одразу стикнувся зі спротивом обструкціоністських опозиційних сил. На період його перебування при владі припав обвал цін на срібло — найважливіший (поряд із оловом) об'єкт болівійського експорту. Саме через це Конгрес відхилив прохання Бальївіана щодо закупівлі в Європі нових кораблів, щоб переозброїти молодий, майже неіснуючий військово-морський флот. Це бажання було пов'язано з нестабільною ситуацією в Тихому океані. Ця відмова Конгресу мала трагічні наслідки під час тихоокеанської війни проти Чилі. Втім, Бальївіану вдалось досягти значних зрушень щодо закріплення демократичних цінностей, особливо свободи преси.
Проте правління Бальївіана виявилось нетривалим. Він захворів на рак шлунку й помер у віці 43 років 14 лютого 1874 року. Його наступником, відповідно до конституції, став Томас Фріас, якого Бальївіан замінив дев'ять місяців тому.